# Cleptonotus albomaculatus
Cleptonotus albomaculatus är en skalbaggsart som först beskrevs av Blanchard 1851.  Cleptonotus albomaculatus ingår i släktet Cleptonotus och familjen långhorningar. Inga underarter finns listade i Catalogue of Life.